# René Paul Niemann
René Paul Niemann (* November 1966 in Bremen) ist ein deutscher Autor.

## Biografie
Niemann ist in Bremen-Findorff aufgewachsen. Er studierte Kulturwissenschaft und Romanistik (Spanisch und Portugiesisch). Beruflich ist er in der Ausstellungskonzeption und -durchführung in Museen tätig.
2008 erschien der erste Kriminalroman Der Graumacher. 2009 veröffentlichte Niemann unter dem Pseudonym Renée Pleyter den Kriminalroman Tödlicher Hermannslauf sowie mehrere Kurzgeschichten. 2010 erschien das Buch Der Mann vom Jahrmarkt.
2012 veröffentlichte Niemann den Krimi Der Komet von Palling.

## Veröffentlichungen
- Unter dem Namen Renate Niemann
  - Der Graumacher. Pendragon, Bielefeld 2008, ISBN 978-3-86532-081-0.
  - Aufwind. In: Mord-Westfalen. Pendragon, Bielefeld 2009, ISBN 978-3-86532-111-4.
  - Wallfahrt. In: Mord-Westfalen II.Pendragon, Bielefeld 2009, ISBN 978-3-86532-139-8.
  - Die Tarnung. In: Hartmut Roder, Überseemuseum Bremen u. a. (Hrsg.): Schuhtick – Von kalten Füßen und heißen Sohlen. Philipp von Zabern, Mainz 2008, ISBN 978-3-8053-3938-4.
  - mit Hartmut Roder: 75 Jahre Berthold Vollers. Von der Küperei zu Port & Commodity Logistics. Hauschild, Bremen 2007, ISBN 978-3-89757-386-4. (Engl. Ausg. u.d.T.: Renate Niemann: 75 years Berthold Vollers.)
  - Hinkebein. In: Morden zwischen den Meeren. Pendragon, Bielefeld 2010, ISBN 978-3-86532-193-0.
  - Tiefenwasser. In: Rätselhaftes Bielefeld. Pendragon, Bielefeld 2010, ISBN 978-3-86532-188-6.
  - Der Zwilling. In: So wie du mir. 19 Variationen über Die Judenbuche von Annette von Droste-Hülshoff. Pendragon, Bielefeld 2010, ISBN 978-3-86532-200-5.
  - Das Teufelsding. In: Mörderischer Chiemgau. Pendragon, Bielefeld 2011, ISBN 978-3-86532-252-4.

- Unter dem Pseudonym Renée Pleyter
  - Tödlicher Hermannslauf. Pendragon, Bielefeld 2009, ISBN 978-3-86532-129-9.
  - Totensonntag auf dem Teutberg. In: Mord-Westfalen. Pendragon, Bielefeld 2009, ISBN 978-3-86532-111-4.
  - Der Mann auf der Brücke. In: Mord-Westfalen II. Pendragon, Bielefeld 2009, ISBN 978-3-86532-139-8.
  - Der Mann vom Jahrmarkt. Pendragon, Bielefeld 2010, ISBN 978-3-86532-190-9.
  - Grüße aus Potemkin. In: Rätselhaftes Bielefeld. Pendragon, Bielefeld 2010, ISBN 978-3-86532-188-6.
  - Versmolder Schlachtplatte. In: Schöner Morden in Ostwestfalen-Lippe. Pendragon, Bielefeld 2011, ISBN 978-3-86532-276-0.

- Unter dem Namen René Paul Niemann
  - Der Komet von Palling. Emons 2012, ISBN 978-3-89705-956-6.
  - Das Ding aus der Wümme. In: Etwas Besseres als den Tod. KBV Medien- und Verlagsgesellschaft, Hillesheim 2013, ISBN 978-3-942446-78-5.
  - Schiffe versenken. In: Etwas Besseres als den Tod. KBV Medien- und Verlagsgesellschaft, Hillesheim 2013, ISBN 978-3-942446-78-5.
  - Die Wächterin. In: Teuto Tod. Pendragon Verlag, Bielefeld 2013, ISBN 978-3-86532-379-8, S. 259–274.
  - Anamorphose – die andere Seite. In: Muse, Mord und Pinselstrich. Edition Falkenberg, Bremen 2014, ISBN 978-3-95494-048-6.
  - Shakespeare reloaded. In: Scharf ist die Waffe des Schreiberlings. Carl Schünemann Verlag, Bremen 2014, ISBN 978-3-944552-24-8.
  - Treue. In: Tödliche Untiefen. Edition Temmen, Bremen 2015, ISBN 978-3-8378-7033-6.
  - Hinter den Steinen. In: Handwerk hat blutigen Boden. KBV Medien- und Verlagsgesellschaft, Hillesheim 2016, ISBN 978-3-95441-324-9.
  - Knipp. In: Der Tod tischt auf. Edition Falkenberg, Bremen 2017, ISBN 978-3-95494-141-4.
  - Brenne aus, mein Licht. In: Der Tod feiert mit. Edition Temmen, Bremen 2017, ISBN 978-3-8378-7046-6.
  - Geschichten aus dem Bremer Westen. Edition Temmen, Bremen, 2017, ISBN 978-3-8378-7052-7.